# Rudolf Beier
Rudolf Beier (* 1948) ist ein deutscher Anglist, Sprachwissenschaftler und Hochschullehrer.

## Leben und Wirken
Rudolf Beier studierte Anglistik, Germanistik und Pädagogik an der Universität Hamburg. Dort arbeitete er nach dem Staatsexamen für den höheren Schuldienst zunächst von 1970 bis 1974 als wissenschaftlicher Assistent. Nach kurzer Zeit im Schuldienst (1974 bis 1975) setzte er seine Assistententätigkeit fort und promovierte 1977 an dieser Universität. 1983 übernahm er eine Professur an der Universität Siegen. Zuletzt hatte er eine Professor für Angewandte Sprachwissenschaft an der RWTH Aachen inne.
Als Sprachwissenschaftler beschäftigt sich Beier vor allem mit Fachsprachen und -texten und mit dem Fremdsprachenunterricht, insbesondere in englischer Sprache.

## Veröffentlichungen (Auswahl)
- Untersuchungen an amerikanischen und britischen Fachtexten der Chemie. Analyse finiter Verbformen unter besonderer Berücksichtigung der Konstruktionen des Typs "be + Perfektpartizip" (= Forum linguisticum, Bd. 15). Lang, Frankfurt/M. 1977, ISBN 3-261-02344-9 (= Dissertation Universität Hamburg).
- Zur Theorie und Praxis der Fachsprachenarbeit in der DDR. Gerhard Wahrig zum Gedenken. In: Muttersprache, Bd. 88 (1978), S. 232–259.
- Zur Syntax in Fachtexten. In: Wolfgang Mentrup (Hrsg.): Fachsprachen und Gemeinsprache (= Sprache der Gegenwart, Bd. 46). Schwann, Düsseldorf 1979, S. 276–301, ISBN 3-590-15646-5.
- Englische Fachsprache. Kohlhammer, Stuttgart 1980, ISBN 3-17-005625-5.
- (mit Klaus Kolmsee u. Klaus Tepp): Zum Stand fachbezogener Fremdsprachenkenntnisse in der Bundesrepublik Deutschland. Literaturbericht erstellt mit Unterstützung der Gesellschaft für Information und Dokumentation (= Augsburger I&I-Schriften, Bd. 17). Universität Augsburg 1981.
- Zur Untersuchung der Fachsprache aus text- und pragmalinguistischer Sicht. In: José Rodriguez Richart (Hrsg.): Fachsprachenforschung und -lehre (= Tübinger Beiträge zur Linguistik, Bd. 177). Narr, Tübingen 1982, S. 15–27, ISBN 3-87808-996-1.
- Merkmale fachsprachlicher Übungen. Beschreibungskategorien für das "Hamburger Gutachen". In: Jahrbuch Deutsch als Fremdsprache, Bd. 9 (1983), S. 194–228.
- Fachtexte in fachsprachlichen Lehr- und Lernmaterialien für den fremdsprachlichen Unterricht. Überlegungen zu ihrer Beschreibung und Bewertung. In: Special language, Bd. 6 (1984), H. 3–4, S. 89–115.
- Fachsprachliger Fremdsprachenunterricht. Voraussetzungen und Entscheidungen. In: Die neueren Sprachen, Bd. 87 (1988), S. 19–75.
- (mit Norbert Yzermann): Bibliographie zum fachsprachlichen Fremdsprachenunterricht (= Augsburger I&I-Schriften, Bd. 52). Diesterweg, Frankfurt/M. 1989, ISBN 3-923549-34-2.
- Linguistics can be fun. Wie Linguisten mit Sprache spielen. In: Rudolf Beier (Hrsg.): Sprache - System und Funktion. Festschrift für Günter Weise (= Theorie und Vermittlung der Sprache, Bd. 25). Lang, Frankfurt/M. 1996, S. 37–56, ISBN 3-631-49815-2.
- Kontrast in der Fremdsprache – eine Bestandsaufnahme. In: Werner Forner (Hrsg.): Fachsprachliche Kontraste, oder: Die unmögliche Kunst des Übersetzens (= Theorie und Vermittlung der Sprache, Bd. 33). Lang, Frankfurt/M. 2000, S. 19–38, ISBN 3-631-36033-9.